# Lake of Bays
Lake of Bays es un municipio canadiense situado en la provincia de Ontario.

## Superficie
Lake of Bays tiene una superficie de 667,43 km².

## Demografía
En 2021, tenía 3759 habitantes, una densidad poblacional de 5,6 hab./km², y 4324 viviendas.